# Київська вулиця (Сімферополь)
Київська вулиця (крим. Kıyiv soqaq) — вулиця в Київському районі міста Сімферополь.
Загальна довжина — 6.2 км.

## Розташування
Починається від перехрестя з проспектом Вернадського, вулицями Воровського та Беспалова на площі Радянської Конституції, проходить через Площу Куйбишева, Московську площу та закінчується на кордоні міста на перетині з об'їзною дорогою Ялтинської траси.
Прилучаються вулиці Гурзуфська, Мате Залки, Коцюбинського, Федька Івана, Комсомольська, Крупської, Ленінградська, Стахановців, Мокроусова, Блюхера, Шмідта, проспект Кірова та проспект Перемоги, Куйбишева, бульвар Франка, Лютнева, Толстого, Тролейбусна, Гагаріна, Кечкеметська, Ракетна, Ніканорова, провулки Клінічний і Лютневий.
На вулиці знаходяться Центральний автовокзал, готель «Москва», Республіканська клінічна лікарня ім. Семашка, завод Фіолент, Національна академія природоохоронного і курортного будівництва, Гагарінський парк, Дитячий парк, Сквер Миру.

## Історія
У часи Кримського ханату тут були ліси та сади палацу калгі-султана, після анексії Криму Російською імперією ця територія розійшлася на величезні садибні ділянки, на одній з яких знаходився будинок лікаря Федіра Карловіча Мільгаузена (сучасна Київська, 24). Наприкінці ХІХ ст. міська дума ухвалила рішення назвати ім'ям вченого і громадського діяча вулицю, на якій стояв і стоїть дотепер його будинок. При оформленні табличок було допущено спотворення прізвища, вулиця стала називатися Мюльгаузенською.
У 1916 році, у зв'язку з антинімецькими настроями Першої світової війни, Таврійський губернатор запропонував перейменувати вулицю, але міська дума відмовила.
У 1924 році вулицю перейменували на Бітакську (у напрямку на село, а зараз район міста, Бітак).
Після Другої світової війни, у 1946 році, вулиця стала мати ім'я селекціонера Мічуріна, а 1961-го року отримала нинішню назву — Київська.